# Musikjahr 1639
Liste der Musikjahre

◄◄ | ◄ | 1635 | 1636 | 1637 | 1638 | Musikjahr 1639 | 1640 | 1641 | 1642 | 1643 | ► | ►►

Weitere Ereignisse
Dieser Artikel behandelt das Musikjahr 1639.

## Ereignisse

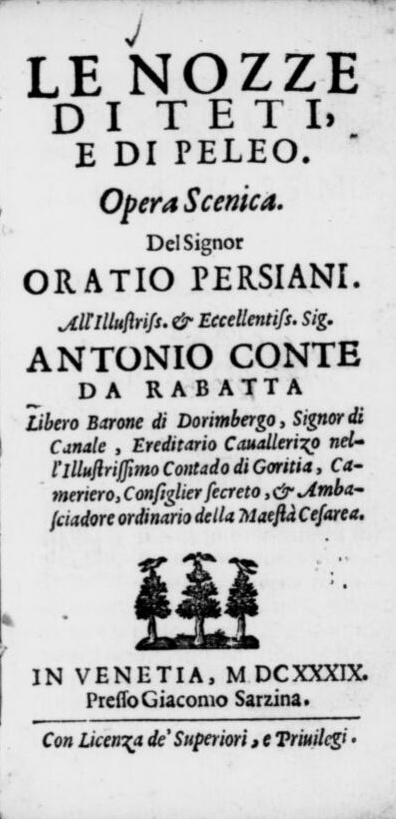
Francesco Cavalli – Le nozze di Teti e di Peleo – Titelseite des Librettos, Venedig 1639

- 24. Januar: Die Uraufführung der Oper Le nozze di Teti e di Peleo (deutsch: Die Hochzeit von Thetis und Peleus) von Francesco Cavalli auf ein Libretto von Orazio Persiani findet im Teatro San Cassiano in Venedig statt.
- Die Oper Chi soffre, speri von Virgilio Mazzocchi und Marco Marazzoli auf ein Libretto von Kardinal Giulio Rospigliosi (dem späteren Papst Clement IX.) wird in Rom uraufgeführt.
- Die Oper L’Adone von Claudio Monteverdi hat ihre Uraufführung in Venedig.
- Francesco Cavalli wird 1639 – nach einem Wettbewerb – zweiter Organist am Markusdom in Venedig.

## Instrumental- und Vokalmusik (Auswahl)

Kontrabassposaune, hergestellt 1639 in Stockholm von Georg Nikolaus Öller. Heute im Besitz des Scenkonstmuseet in Stockholm.

- Agostino Agazzari – Litaniae Beatissimae Virginis, op. 21, Rom: Vincenzo Blanco
- Francesco Corbetta – De gli scherzi armonici, Bologna (Sammlung von Gitarrenmusik)
- Melchior Franck – Zwey neue Christliche Epicedia zu acht Stimmen, Coburg: Johann Eyrich (zwei Beerdigungsmotetten)
- Duarte Lobo – zweites Buch der Messen zu vier, fünf und sechs Stimmen, Antwerpen: Balthasar Moreti
- Alessandro Piccinini – Intavolatura di liuto, Bologna: Giacomo Monti und Carlo Zenero (posthum durch seinen Sohn veröffentlicht)
- Heinrich Schütz – Kleine geistliche Konzerte, Teil 2

## Musiktheater
- Francesco Cavalli – Le nozze di Teti e di Peleo, Libretto Orazio Persiani
- Benedetto Ferrari – L’Armida
- Virgilio Mazzocchi und Marco Marazzoli – Chi soffre, speri, Libretto von Kardinal Giulio Rospigliosi (dem späteren Papst Clement IX.)
- Claudio Monteverdi – L’Adone

## Geboren

### Geburtsdatum gesichert
- 04. Februar: Alessandro Melani, italienischer Sänger, Komponist und Kapellmeister († 1703)
- 29. April: Johann König, deutscher Orgelbauer († 1691)
- 16. Mai: Pietro degli Antonii, italienischer Komponist und Kapellmeister († 1720)
- 05. Dezember: Johann Christoph Pezel, deutscher Stadtpfeifer und Komponist († 1694)

### Genaues Geburtsdatum unbekannt
- Christian Heuchelin, deutscher Librettist und Jurist († 1715)
- David Töpfer, Kantor der Dresdner Hofkapelle († 1717)

### Geboren um 1639
- Antonio Masini, italienischer Kapellmeister († 1678)

## Gestorben

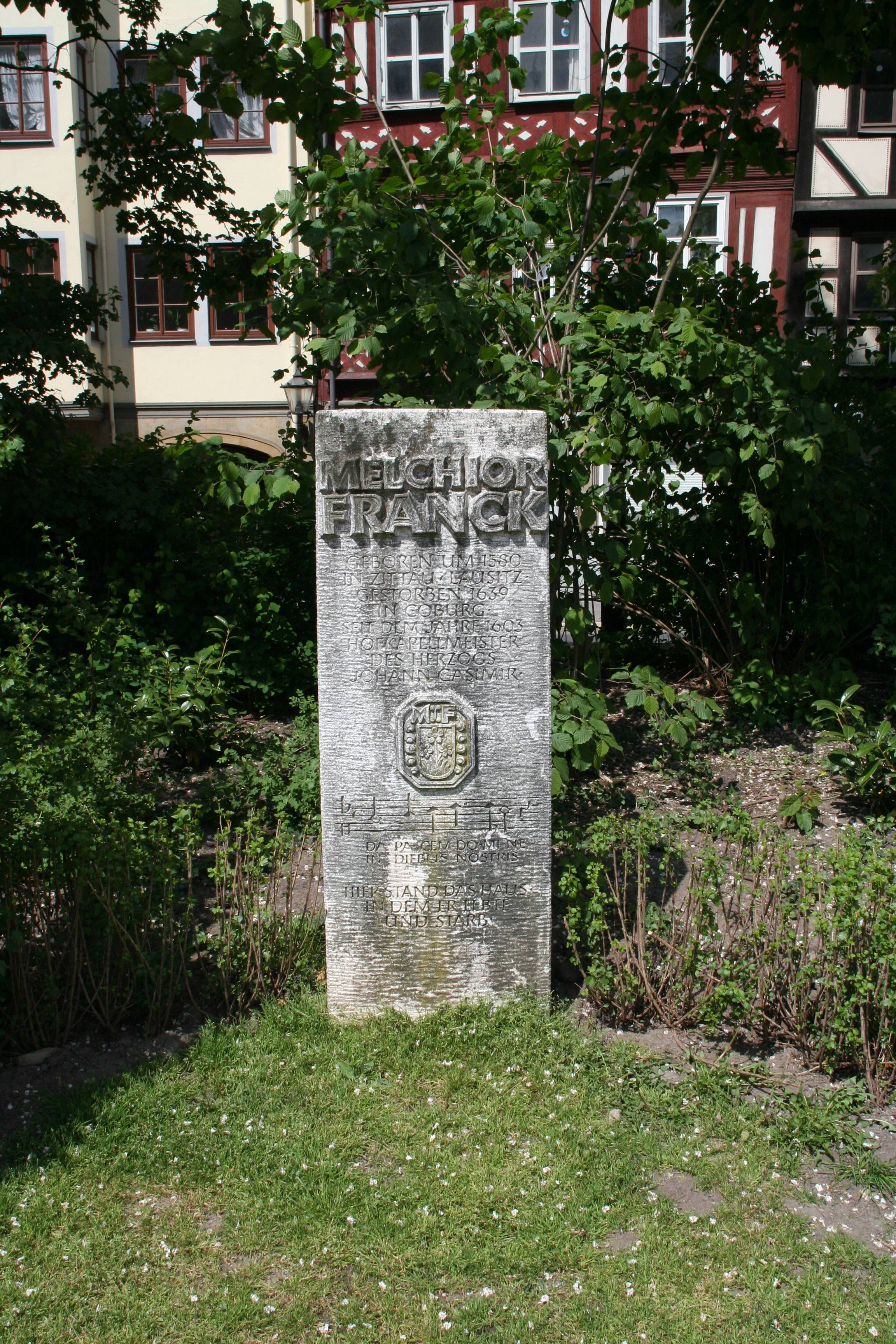
Gedenkstein für Melchior Franck (Coburger Schlossplatz)

### Todesdatum gesichert
- 01. Juni: Melchior Franck, deutscher Komponist (* um 1579)
- 02. August: Jakub Kryštof Rybnický, böhmischer Komponist (* 1583)
- 09. Oktober: Kaspar Kittel, deutscher Musiker, Komponist (* 1603)
- 28. Oktober: Stefano Landi, italienischer Sänger, Kapellmeister und Komponist (* 1587)

### Genaues Todesdatum unbekannt
- David Ebel, deutscher Organist und Komponist der Norddeutschen Orgelschule (* 1593)
- Carlo Farina, italienischer Violinist, Komponist und Kapellmeister (* um 1600)
- Pierre Mazuel, französischer klassischer Instrumentalmusiker aus der Musikerdynastie Mazuel (* 1605)